# خالد الودغيري
محمد الكتاني (مواليد سنة 1957 بفاس) هو مهندس ومصرفي مغربي، المدير السابق لمجموعة التجاري وفا بنك.

## مسيرته
تخرج الودغيري من المدرسة المركزية باريس، وبدأ حياته المهنية في المغرب عام 1981 في المكتب الوطني للبحوث والعمليات البترولية (حاليا المكتب الوطني للهيدروكربورات والمعادن). واصل تدريبه في المعهد الفرنسي للبترول، والذي سيسمح له، بين عامي 1983 و1986، لقيادة مشروع تطوير حقل الغاز الطبيعي في جماعة مسكالة.
من عام 1988 إلى عام 1991، كان مديرًا عامًا لمجموعة Bois de l'Atlas.
في عام 1992، انضم إلى مجموعة BNP Paribas ليصبح نائب الرئيس التنفيذي للبنك المغربي للتجارة والصناعة (BMCI)، الفرع المغربي للمجموعة.